# میکل بکمن
میکل بکمن (انگلیسی: Mikkel Beckmann؛ زادهٔ ۲۴ اکتبر ۱۹۸۳) یک بازیکن فوتبال اهل دانمارک است.
وی همچنین در تیم ملی فوتبال دانمارک بازی کرده‌است.